# Hendrik de Vries (Mathematiker)

Henrik de Vries, 1905. Fotografie im Visitformat von Charles Abraas, Delft.

Hendrik de Vries, manchmal auch Hendrick, (* 25. August 1867 in Amsterdam; † 3. März 1954 in Binjamina, Israel) war ein niederländischer Mathematiker.

## Biografie
De Vries war der Sohn eines Lehrers und wuchs in Rotterdam auf. Als er siebzehn Jahre alt war, zog die Familie in die Schweiz nach Frauenfeld, wo er sein Abitur machte. Ab 1886 studierte er an der ETH Zürich mit dem Abschluss 1890. Danach war er vier Jahre Assistent von Otto Wilhelm Fiedler in Zürich und befasste sich in dieser Zeit mit darstellender und projektiver Geometrie. 1894 ging er zurück in die Niederlande als Lehrer an der Höheren Bürgerschule in Amsterdam. 1901 wurde er an der Universität Amsterdam bei Diederik Johannes Korteweg promoviert und war dort Privatdozent. 1902 wurde er Mathematiklehrer am Polytechnikum in Delft. 1906 wurde er Professor an der Universität Amsterdam. 1908 wurde er Mitglied der Königlich Niederländischen Akademie der Wissenschaften (KNAW). 1937 ging er in den Ruhestand und zog nach Palästina.
Er befasste sich mit Geometrie (speziell projektiver Geometrie) und später mit Mathematikgeschichte, insbesondere der Geometrie.
Zu seinen Doktoranden gehört Bartel Leendert van der Waerden (1926).
Er war verheiratet und hatte zwei Kinder.
Er ist nicht mit einem weiteren niederländischen Mathematiker Hendrik de Vries (* 1932) zu verwechseln, der Professor an der Katholischen Universität Nijmegen war, und auch nicht mit dem Dichter Hendrik de Vries (1896–1989).

## Schriften
- De vierde dimensie, eene inleiding tot de vergelijkende studie der verschillende meetkunden. Noordhoff, Groningen 1915, deutsche Übersetzung: Die vierte Dimension, Teubner, Leipzig 1926
- Beknopte differentiaal- en integraalrekening. Noordhoff, Groningen 1929
- Historische Studien. 3 Bände, 1926